# Ніклас Фріберг
Ніклас Фріберг (фін. Niklas Friberg, нар. 14 березня 1996, Галікко, Фінляндія) — фінський футболіст, фланговий захисник клубу «Гака».

## Ігрова кар'єра

### Клубна
Ніклас Фріберг поичнав грати у футбол у клубі Какконен ліги «Салон Паллоіліят». У 2014 році він приєднався до клубу Вейккаусліги ТПС. Але вже в тому році клуб вилетів з вищого дивізіону і наступні три сезони Фріберг грав у лізі Юккенен. Поки у сезоні 2017 року ТПС не виграв турнір Юккенен і знову повернувся до Вейккаусліги.
Та у 2019 році Фріберг знову опинився у Юккенен - у складі команди «Гака». З першого сезону Фріберг разом з командою виграв турнір і наступний сезон почав у вищому дивізіоні.

### Збірна
З 2012 року Ніклас Фріберг виступав за юнацькі збірні Фінляндії різних вікових категорій.

## Титули
ТПС
- Переможець Ліги Юккенен: 2017

Гака
- Переможець Ліги Юккенен: 2019